# 曾曙生
曾曙生（1938年—2002年10月），男，湖北恩施人，中国登山运动员、教练员，曾任中国登山协会主席。